# دير ابكر (الحديدة)
دير ابكر هي إحدى قرى مديرية اللحية، التابعة لمحافظة الحديدة اليمنية، بلغ تعداد سكانها 1276 نسمة حسب الإحصاء الذي أجري عام 2004.